# Западный Родез
За́падный Роде́з (фр. Rodez-Ouest) — кантон во Франции, находится в регионе Юг — Пиренеи, департамент Аверон. Входит в состав округа Родез.
Код INSEE кантона — 1245. Всего в кантон Западный Родез входят 4 коммуны, из них главной коммуной является Родез.

## Коммуны кантона
| Коммуна       | Население, чел. (2007) | Почтовый индекс | Код INSEE |
| ------------- | ---------------------- | --------------- | --------- |
| Дрюэль        | 1 938                  | 12510           | 12090     |
| Люк-ла-Примоб | 5 417                  | 12450           | 12133     |
| Олан          | 3 149                  | 12510           | 12174     |
| Родез         | 11 513                 | 12000           | 12202     |

## Население
Население кантона на 2007 год составляло 22 017 человек.
| 1962 | 1968 | 1975 | 1982 | 1990   | 1999   | 2006   | 2007   |
| ---- | ---- | ---- | ---- | ------ | ------ | ------ | ------ |
| —    | —    | —    | —    | 19 690 | 20 558 | 21 593 | 22 017 |